# Bò 7 món

Bò 7 món.

El bò bảy món, bò 7 món (literalmente ‘siete platos de buey’ en vietnamita) es una selección de platos de ternera de la cocina vietnamita, que se sirve típicamente en bodas. Las comidas de múltiples platos como el bò 7 món son representativas de la gastronomía vietnamita más lujosa.

## Composición
Normalmente, la ternera picada enrollada en bolas o en trozos se asa a la parrilla. Los platos típicos, del primero al último son:
1. Gỏi bò: una ensalada hecha con zanahoria encurtida, daikon encurtido y apio con tiras finas de ternera en nước mắm (salsa de pescado);
2. Pasteles de ternera servidos con crackers de arroz;
3. Rodajas de ternera cruda para cocinarlas en caldo caliente;
4. Ternera picada envuelta en redaño;
5. Bo la lot: ternera picada en una hoja parecida a la de parra;
6. Tiras de ternera enrolladas alrededor de un trozo de cebolleta;
7. Chao bo: sopa de arroz y ternera picada.

Los trozos de buey cocinados son envueltos entonces (por cada comensal) con papel de arroz, un tipo de hierba (rau song), lechuga, pepino y zanahoria, y se mojan en mam nem, una salsa con un sabor mucho más amargo que su prima, la nước mắm, y sin homogeneizar, permitiendo que se noten las texturas de los ingredientes originales. Esta salsa se hace con anchoa y tiene un sabor agridulce, gracias a la piña que suele añadírsele.
Una comida multiplato parecida pero menos popular es el cá 7 Món (literalmente ‘siete platos de pescado’).
- Datos: Q767956